# Cristina Dumitrescu
Cristina-Gabriella Dumitrescu (n. 11 mai 1982) este un senator român, aleasă în 2024 din partea partidului Alianța pentru Unirea Românilor (AUR). Cristianei Dumitrescu i-a fost desfăcut contractul de muncă pe motive disciplinare.

## Tinerețe și educație
Cristina-Gabriella Dumitrescu s-a născut pe 11 mai 1982 în Republica Socialistă România. A absolvit în 2005 Facultatea de Filosofie și Jurnalism din cadrul Universității Spiru Haret, obținând diploma de licență în Filosofie și Jurnalism. În 2012 a obținut titlul de doctor în Științele Comunicării la Universitatea din București, cu o teză dedicată imaginii parlamentarilor și europarlamentarilor în presă.

## Carieră profesională
Între 2008 și 2018, Dumitrescu a fost asistent universitar la Universitatea Spiru Haret, iar pentru o scurtă perioadă, între 2009 și 2010, a activat ca asistent universitar și la Universitatea din București, predând discipline precum jurnalism, comunicare politică și relații publice. De asemenea, a ocupat funcții în domeniul relațiilor publice și al comunicării în administrația publică, remarcându-se în special prin activitatea desfășurată în cadrul Institutului „Eudoxiu Hurmuzachi” pentru Românii de Pretutindeni.

## Carieră politică (2020–prezent)
Din ianuarie 2020 până în februarie 2021, Dumitrescu a ocupat funcția de consilier în comunicare politică în cadrul AUR. Ulterior, în perioada februarie 2021 – decembrie 2024, a deținut funcția de șef serviciu al Grupului parlamentar AUR din Camera Deputaților. Din decembrie 2024, este senator în Parlamentul României.

### Senator (2024–prezent)

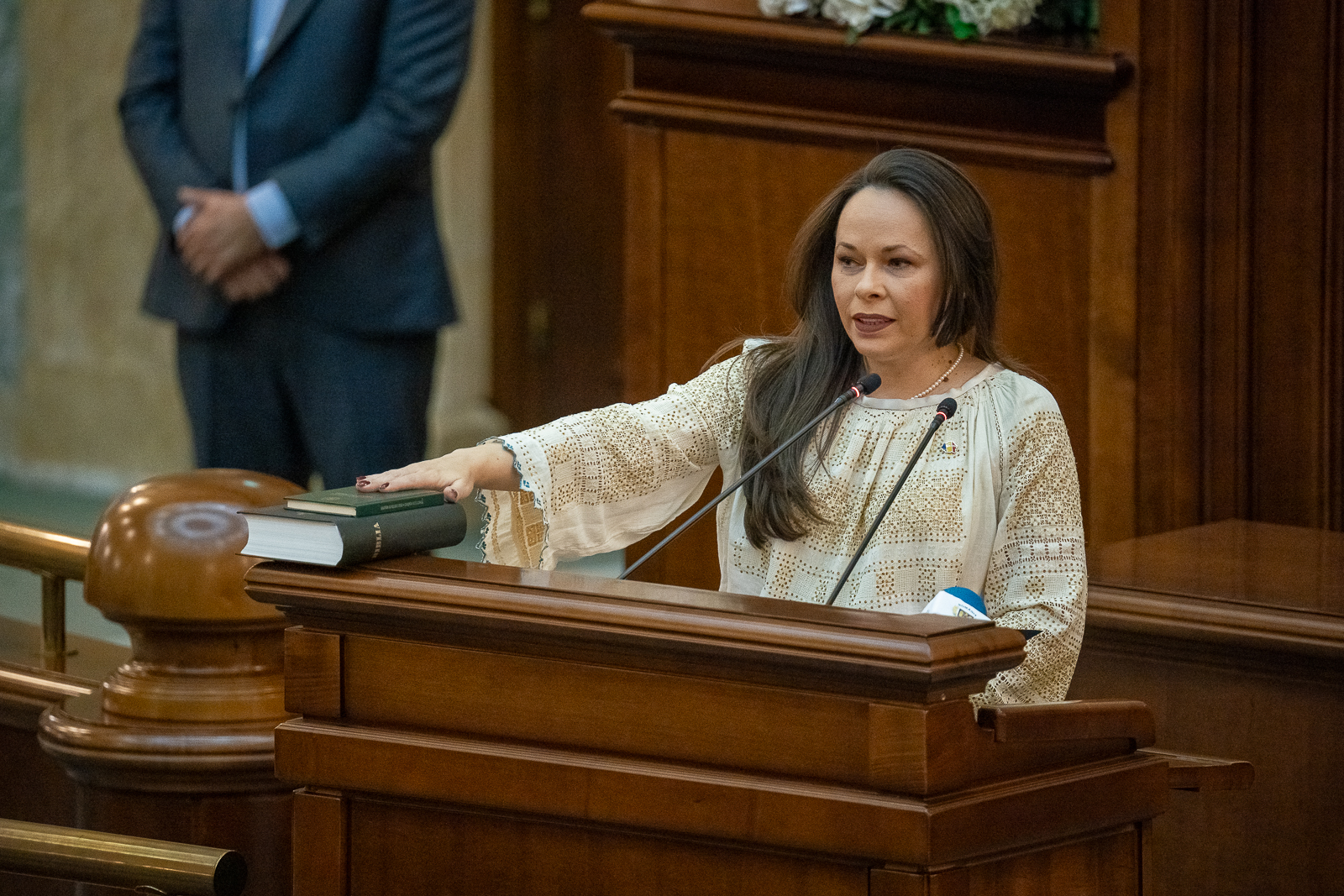
Dumitrescu depunând jurământul în Senat, 21 decembrie 2024

În urma alegerilor parlamentare din 2024, Dumitrescu a fost aleasă membru al Senatului, în circumscripția Iași din 1 decembrie, preluând mandatul pe 21 decembrie. Este președinte al Comisiei pentru românii de pretutindeni și membră a Comisiilor pentru politică externă și pentru cultură și media din Senatul României. În martie 2025, Dumitrescu a criticat Ucraina pentru că nu acordă prioritate minorității române.